# Hyphessobrycon agulha
Hyphessobrycon agulha es una especie de pez de la familia Characidae en el orden de los Characiformes.

## Morfología
Los machos pueden llegar alcanzar los 4,2 cm de longitud total.

## Hábitat
Vive en zonas de clima tropical (7°S-11°S).

## Distribución geográfica
Se encuentran en Sudamérica: cuenca del río Madeira.